# أمير بايرامي
بوريم أمير بايرامي (بالسويدية: Burim Emir Bajrami)؛ مواليد 7 مارس 1988 في برشتينا، جمهورية يوغسلافيا الاشتراكية الاتحادية) لاعب كرة قدم سابق سويدي ذو أصول ألبانية كوسوفية يجيد اللعب في مركز الجناح والوسط المهاجم. لعب مع نادي تفينتي الهولندي في 2010-2013.

## روابط خارجية
- أمير بايرامي على موقع الاتحاد الأوربي (الإنجليزية)
- أمير بايرامي على موقع اتحاد السويد (السويدية)
- أمير بايرامي على موقع قاعدة بيانات كرة القدم.إي يو (الإنجليزية)
- أمير بايرامي على موقع ناشيونال فوتبول تيمز (الإنجليزية)
- أمير بايرامي على موقع Soccerway.com (الإنجليزية)
- أمير بايرامي على موقع عالم كرة القدم.نت (الإنجليزية)
- أمير بايرامي على موقع AS.com (الإسبانية)